# Betschdorf
Betschdorf (en alsacià Batschdorf) és un municipi francès, situat a la regió del Gran Est, al departament del Baix Rin. L'any 1999 tenia 3.727 habitants. El 1972 va englobar les comunes de Kuhlendorf, Reimerswiller i Schwabwiller.
Forma part del cantó de Wissembourg, del districte de Haguenau-Wissembourg i de la Comunitat de comunes de l'Outre-Forêt.

## Demografia
| 1962  | 1968  | 1975  | 1982  | 1990  | 1999  |
| ----- | ----- | ----- | ----- | ----- | ----- |
| 2.757 | 2.848 | 3.038 | 3.371 | 3.628 | 3.727 |

## Administració
| Període | Identitat     | Partit |
| ------- | ------------- | ------ |
| 2001-   | Antoine Remmy |        |